# Рифовая мозаичнохвостая крыса
Рифовая мозаичнохвостая крыса (Melomys rubicola) — вымершее млекопитающее из рода мозаичнохвостых крыс семейства мышиных. В 2016 году комиссия, состоящая из членов Департамента охраны окружающей среды и наследия Квинсленда (англ. Queensland's Department of Environment and Heritage Protection, Австралия) и Квинслендского университета пришли к выводу, что животное вымерло вследствие частых наводнений на плоском песчаном острове, где оно обитало. Специалисты заявили, что вероятно, это признание «является первым задокументированным случаем вымирания млекопитающего вследствие антропогенного изменения климата».

## Описание
Достаточно крупная крыса: длина тела 148—165 мм, длина хвоста 145—185 мм, масса 78—164 г. Внешний вид существенно отличается от других известных мозаичнохвостых крыс из Австралии и Новой Гвинеи. Среди характерных особенностей специалисты указывают на более крупные по сравнению с австралийскими видами размеры, маленькие уши и длинный щетинкообразный хвост с цепким кончиком. Мех красновато-бурого цвета, более светлый снизу. С ближайшими родственницами рифовую мозаичнохвостую крысу объединяет немного горбатая, «римская» форма носа.

## Распространение
Рифовая мозаичнохвостая крыса является эндемиком крохотного (около 36200 кв. м.) песчаного острова Брэмбл-Кэй в северной части Большого Барьерного рифа у берегов Новой Гвинеи. Первое упоминание о «крупных крысах» на нём относится к 1845 году: первооткрыватели острова, исследовавшие акваторию Торресова пролива на куттере «HMS Bramble» под английским флагом, оставили соответствующую запись в судовом журнале.
По оценкам 1978 года, общая численность животных составляла не более нескольких сотен особей. Они концентрировались в основном в той части острова, которая покрыта травой высотой до 40 см. При приближении людей крысы затаивались в траве, прятались под панцирями погибших черепах, иногда забирались в крабовые норы. Спустя 20 лет в 1998 году, когда состоялось единственное комплексное изучение млекопитающего, учёным удалось выловить и пометить 42 особи, а их приблизительная численность составляла 93 единицы. В 2004 году количество помеченных крыс уменьшилось до 12 единиц. Последнее неподтверждённое сообщение о присутствии крыс от местного рыбака относится к 2009 году. Биологи побывали на острове в 2011 и 2012 годах, но ни личные наблюдения, ни расставленные фото-ловушки не выявили следов млекопитающего.
Как крыса попала на остров, неясно. Близость к устью реки Флай в Новой Гвинее говорит в пользу гипотезы, что она могла очутиться на нём вместе с растительным мусором, который выносит река, либо на каноэ местных жителей. Вместе с тем генетически она имеет более близкое родство с австралийскими видами, нежели чем с новогвинейскими. Согласно другому предположению, животное может являться реликтовым остатком вида, жившего во времена существования сухопутного перешейка между Австралией и Новой Гвинеей около 9 тыс. лет назад.

## Образ жизни
О биологии и экологии рифовой мозаичнохвостой крысы известно мало. В источниках утверждается, что крысы питались зеленью портулака огородного, который наряду с тремя другими травянистыми растениями (Boerhavia albiflora, Amaranthus viridis и Cenchrus echinatus) в изобилии растёт на острове. В одном случае были замечены следы возле яиц зелёной черепахи, однако употребляла ли она их в пищу, достоверно неизвестно. Крыса избегала находящихся на острове птичьих базаров, большую активность проявляла в тёмное время суток. Большой процент молодняка в июле говорит о том, что беременность, скорее всего, проходила зимой.